# ジャパン・キックボクシング・イノベーション
ジャパン・キックボクシング・イノベーションは、日本のキックボクシング団体。略称は、INNOVATION。理事長は成田善一、コミッショナーは浜田靖一。2013年4月1日にマーシャルアーツ日本キックボクシング連盟の理事長を務めた橋本敏彦が率いる橋本道場を含む27ジムが同連盟から独立し、同連盟の伝統を受け継ぐ団体として設立。日本アマチュアキックボクシング連盟も同連盟の下部組織から、当団体の下部組織に転じた。2019年3月に開催した「Join Forces-12」で、与座優貴がプロデビュー戦を行った。

## 理事長
- 初代 橋本敏彦（2013年4月 - 2014年3月）
- 2代目 細川英男（2014年4月 - 2020年3月）
- 3代目 成田善一（2020年4月 - ）